# 錫托基特 (紐約州)
錫托基特（英語：Setauket）是位於美國紐約州薩福克縣的普查規定居民點。

## 人口
根據2020年美國人口普查的數據，錫托基特的面積為8.49平方千米，當中陸地面積為6.52平方千米，而水域面積為1.97平方千米。當地共有人口3986人，而人口密度為每平方千米469.49人。